# Estialescq
Estialescq is een gemeente in het Franse departement Pyrénées-Atlantiques (regio Nouvelle-Aquitaine) en telt 238 inwoners (2004). De plaats maakt deel uit van het arrondissement Oloron-Sainte-Marie.

## Geografie
De oppervlakte van Estialescq bedraagt 5,1 km², de bevolkingsdichtheid is 46,7 inwoners per km².
De onderstaande kaart toont de ligging van Estialescq met de belangrijkste infrastructuur en aangrenzende gemeenten.

## Demografie
Onderstaande figuur toont het verloop van het inwonertal (bron: INSEE-tellingen).